# Kriminalvårdsmagasinet
Kriminalvårdsmagasinet är en systertidning till Magasinet Paragraf, de två tidningarna har samma chefredaktör, Nina Silventoinen.  Syftet med tidningen är att granska Kriminalvårdens verksamhet. Förutom nättidningen så utkommer en tryckt tidning fyra gånger per år.
Redaktionen består bland annat av Ricard Nilsson som är nyhetschef och reporter samt Nathalie Wästerlund, de är bägge även verksamma vid nyhetstidningen Nongrata.se.
Kriminalvårdsmagasinet har redan gjort flera avslöjanden, bland annat om en strejk på anstalten Brinkeberg. Denna artikel hänvisades till av flera större medier bland annat Expressen och Sveriges Television.